# Fremdbild
Ein Fremdbild ist ein Bild, das sich andere über eine Person machen, beziehungsweise das Bild, das sich diese Person über andere macht.

## Wahrnehmung
Ein Fremdbild ist die Gesamtheit aller Wahrnehmungen, Gefühle und Bewertungen, die Dritte von einem Individuum haben. Diese Wahrnehmungen werden automatisch verknüpft mit früheren Erfahrungen der zu beobachtenden Person, und mit den aus dieser Verknüpfung entstehenden Gefühlen und Bewertungen. Das Bild das andere über jemanden haben, prägt deren Erwartungen diesem Jemanden gegenüber, es prägt den sozialen Umgang miteinander wesentlich mit.

## Fremdbild und Selbstbild
Das Fremdbild – genauer: wie dieses mitgeteilt wird und welches Verhalten aus dem Fremdbild erfolgt – prägt das Selbstbild wesentlich. Positive, anerkennende Fremdbilder stärken das Selbstbewusstsein und das Selbstwertgefühl. Negative und/oder widersprüchliche Fremdbilder können im Extremfall zu psychischer Erkrankung führen.
Fremdbild und Selbstbild sind immer unterschiedlich. Aus den beiden Sichtweisen und dem Unterschied – genauer: aus den Folgerungen, die die Beteiligten daraus für sich ziehen – entwickeln sich die sozialen Interaktionen, gesteuert durch das eigene Selbst der Beteiligten.

## Fremdbild in der Gruppendynamik

Johari-Fenster

Ein bewusster Umgang mit Bildern übereinander spielt in der Gruppendynamik eine große Rolle. In Feedback-Übungen wird Geben und Empfangen von Fremdbildern trainiert. Das Johari-Fenster beschreibt den Zusammenhang von Fremd- und Selbstbild und von bewussten und unbewussten Anteilen dieser Bilder. Mit „Awareness-Übungen“ wird Achtsamkeit trainiert, um vorher unbewusste Erwartungen Dritter zu erkennen, und mit Kommunikations-Übungen wird trainiert, eigene und fremde Bilder und Erwartungen gegenseitig abzustimmen.

## In der Psychotherapie
Auch in der Psychotherapie ist der Umgang mit Fremdbildern ein Thema. Beispielsweise bei der Behandlung von Depression oder den Folgen von Traumata oder Mobbing, oder allgemein bei der Unterstützung Angehöriger von Randgruppen.

## In den Kulturwissenschaften
Innerhalb der Geschichtswissenschaft, Soziologie, Literaturwissenschaft und Ethnologie werden Fremdbilder in ihrem Konglomeratcharakter wahrgenommen. Speziell in den Sozialwissenschaften hat der Begriff die schon etablierten Termini „Stereotyp“ und „Vorurteil“ abgelöst. Fremdbilder zeichnen sich durch ihre historische Veränderbarkeit und gesellschaftliche Varianz aus:

„Da sich dieses Sehen notwendigerweise aus vielen Einzelbeobachtungen, Meinungen und subjektiven Bewertungen zusammensetzt, ist jedes Bild vom anderen Land letzten Endes ein Konglomerat. [...] Verschiedene Bilder eines einzelnen Volkes können nebeneinander stehen oder sich ablösen, je nach ihren Ursprüngen in bestimmten Teilen des Lesepublikums oder je nach ihrer Entwicklung über einen längeren Zeitraum hinweg.“

Zu dem Konglomerat an Fremdbildern gehören sowohl feste Wissensbestände und Einstellungen in Form der von Generation von Generation vermittelten Stereotype sowie die damit verbundenen Assoziationen und neuen Informationen aus unterschiedlichen Lebensbereichen. Fremdbilder können folglich „sich auf alle Bereiche des als andersnational Beschriebenen beziehen.“